# 4391 Balodis
4391 Balodis è un asteroide della fascia principale. Scoperto nel 1977, presenta un'orbita caratterizzata da un semiasse maggiore pari a 2,3892266 UA e da un'eccentricità di 0,2135163, inclinata di 5,34793° rispetto all'eclittica.